# Tomopterna milletihorsini
Tomopterna milletihorsini es una especie de anfibios de la familia Pyxicephalidae.

## Distribución geográfica y hábitat
Es endémica del oeste de Malí.
Sus hábitats naturales son las sabanas secas.